# Ranunculus psilostachys
Ranunculus psilostachys là một loài thực vật có hoa trong họ Mao lương. Loài này được Griseb. miêu tả khoa học đầu tiên năm 1843.